# 建部仁彦
建部 仁彦（たけべ まさひこ、1911年（明治44年）10月8日 - ）は日本の建設官僚、実業家。父は社会学者の建部遯吾。

## 略歴
新潟県中蒲原郡横越村横越出身
　東京帝国大学卒
　1936年 北海道庁に入庁。　1937年 大蔵省、　1942年 陸軍省、　1944年大蔵省に出向。
終戦を経て、1947年 経済安定本部、1950年 建設省に出向。1962年 建設省 営繕局長に就任。
1964年 住宅金融公庫 理事に就任。退官後は、1967年 三井建設㈱ 常務取締役に就任。
1973年 三井建設㈱ 顧問に就任。また同時に 三井プレコン㈱ 顧問、資生堂開発㈱ 取締役を兼務。
建設省営繕局長時代、1964年東京オリンピック開催に向けて国立代々木競技場の建設に係る
当時の参議院オリンピック準備促進特別委員会
の議場において政府委員として出席答弁した。
ワシントンハイツ (在日米軍施設)跡地の土質調査に関連する水位調査の追加などがあり、当初の建築費予算 20億円相当に対する
電気・機械・その他土木工事費を含めた設計費の見積額 25億円の提示を受け、敷地の削減、資材費の時価見直し再検討を経ることで設計額の減額を促し、最終的に建築施工費の入札額を17億5000万円に導いたとされる。

## 著書
- 『公共建築 第1巻 第1号』⽇刊建設通信社,1958　[3]
- 『建築工事データブック』森北出版 ㈱,1966　[4]

## 参考⽂献
- 新潟日報事業社出版部  丸山昌夫『新潟県人名鑑』新潟日報事業社、1980年7月1日。

- 参議院オリンピック準備促進特別委員会『第43回国会　参議院オリンピック準備促進特別委員会会議録第五号』参議院オリンピック準備促進特別委員会、1977年11月13日。

- 著者　⽂ : 桜井良雄、江⽥正光、⻑⾕川⼤、建部仁彦、今和次郎、近藤芳美、⽥中誠、⽵⼭謙三郎、川合貞夫、川添登『都市計画と官公庁施設 建部仁彦』⽇刊建設通信社、1977年11月13日。

- 監修 : 大成建設㈱取締役原子力技術開発室部長 工博 平賀健一（監修）(元)鹿島建設㈱取締役原子力技術開発室部長 工博 野平正（監修）セントラルコンサルタント 工博 谷藤正三（監修）(元)住宅金融公庫理事 建部仁彦（監修）(元)日建設備㈱専務取締役 橋本一夫（監修）『『建築工事データブック』建部　仁彦』森北出版 ㈱、1977年11月13日。

1. ↑  新潟県人名鑑 1980版
2. ↑  会議録第五号
3. ↑  公共建築 第1巻 第1号
4. ↑  建築工事データブック